# QAnon

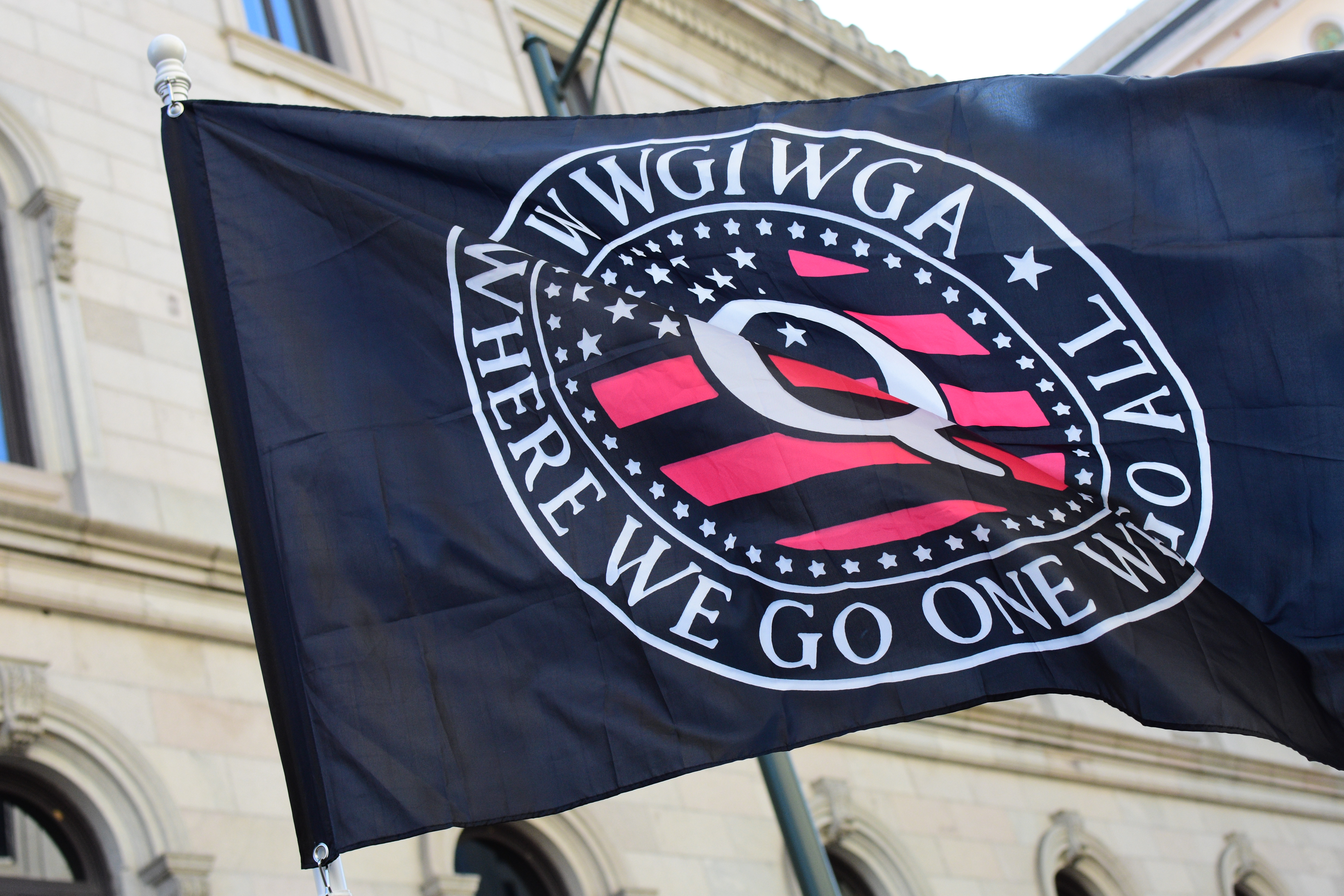
Bandeira do QAnon numa manifestação na Virgínia, em 2020.

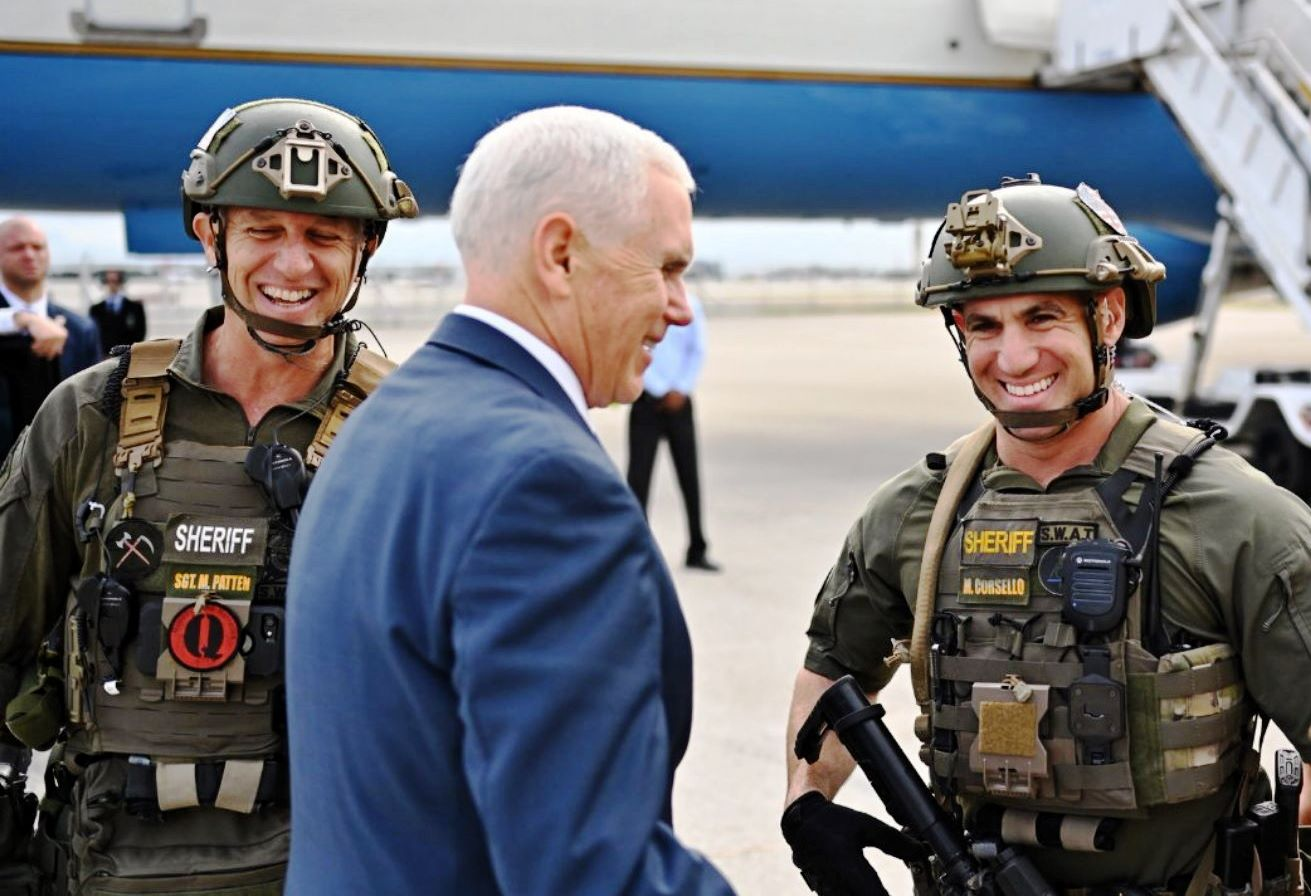
Vice-presidente dos EUA, Mike Pence, com membros da equipe SWAT de Broward County, Flórida, em 30 de novembro de 2018; o homem à esquerda da imagem está exibindo um patch "Q" vermelho e preto, símbolo do QAnon.

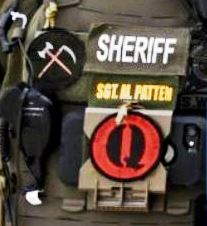
Detalhe da foto acima mostrando o patch QAnon. O patch preto e branco à esquerda foi relatado como sendo o da equipe da SWAT. O regulamento proíbe alterações no uniforme. O representante sofreu sanção disciplinar.

QAnon (/ˌkjuːəˈnɒn/)  ou simplesmente Q, é uma teoria da conspiração de extrema-direita, criada nos Estados Unidos, que alega haver uma cabala secreta (de esquerda), formada por adoradores de Satanás, pedófilos e canibais, que dirige uma rede global de tráfico sexual infantil e que esteve conspirando contra o ex-presidente Donald Trump e os seus apoiantes, durante o seu mandato. A conspiração teria sido engendrada com base num plano secreto do denominado de "Estado Profundo" (deep state).
Tal teoria conspiracionista teria surgido em outubro de 2017, no imageboard anônimo 4chan, por meio de um post escrito por um indivíduo anônimo, presumivelmente norte-americano, e que usava o pseudônimo de Q, o qual, provavelmente, passou a ser compartilhado, depois, por um grupo de pessoas. Q alegava ter acesso a informações confidenciais sobre oponentes do governo Trump e acusou (falsamente) muitos atores liberais de Hollywood, políticos democratas e altos funcionários de se envolverem em um círculo internacional de tráfico sexual de crianças. Alegou também que Donald Trump fingiu conluio com os russos a fim de recrutar Robert Mueller para se juntar a ele na exposição do círculo e impedir um golpe de Estado liderado por Barack Obama, Hillary Clinton e George Soros.
Os adeptos do QAnon normalmente marcam suas postagens nas mídias sociais com a hashtag #WWG1WGA, representando o lema "onde for um, vamos todos nós".
A teoria da conspiração, disseminada principalmente pelos apoiadores do presidente Trump sob os nomes A tempestade e o grande despertar - preceitos e vocabulário de QAnon que estão intimamente relacionados aos conceitos religiosos de milenarismo e apocalipticismo - foi caracterizada como "infundada" "transtornada", e "sem evidências". Seus defensores foram chamados de "um culto à conspiração enlouquecido" e "alguns dos fãs mais extravagantes de Trump da Internet".

Segundo Travis View, que estudou o fenômeno QAnon e escreveu sobre ele extensivamente para o The Washington Post, a essência dessa teoria conspiratória é a seguinte: 
 Existe uma cabala mundial de pedófilos que adoram Satanás e que governam o mundo; essencialmente, eles controlam tudo. Controlam os políticos e controlam a mídia. Controlam Hollywood e encobrem sua existência. E eles teriam continuado a governar o mundo, não fosse a eleição do presidente Donald Trump, que foi eleito para acabar com a cabala e cujas lutas nos bastidores estão sendo reveladas por "Q". "A Tempestade" é um evento antecipado, no qual milhares de pessoas, membros da cabala, serão presas, possivelmente enviadas para a prisão da Baía de Guantánamo, ou enfrentarão tribunais militares, e os militares dos EUA assumirão brutalmente o país. O resultado será a salvação e uma utopia na terra.
Os seguidores de QAnon começaram a aparecer nos comícios da campanha de reeleição de Trump durante o verão de 2018. A personalidade da TV e do rádio Michael "Lionel" Lebron, um promotor da teoria, recebeu uma oportunidade fotográfica com o presidente Trump, no  Salão Oval, em 24 de agosto de 2018. Bill Mitchell, um radialista que também promove a teoria conspiratória QAnon, participou de uma "cúpula de mídia social" da Casa Branca em julho de 2019. Horas depois de um relatório, publicado em agosto de 2019, segundo o qual o FBI havia tachado o QAnon como uma fonte potencial de terrorismo doméstico - a primeira vez que uma teoria da conspiração marginal foi avaliada pela agência - um homem agitou a multidão, antes que Trump falasse em um comício, usando o lema QAnon - "onde for um, vamos todos nós". Mais tarde, ele negou que fosse uma referência do QAnon.

## História

### Antecedentes: teoria da conspiração de Pizzagate
Os meios de comunicação têm descrito QAnon como um "desdobramento" da teoria da conspiração Pizzagate.

### Origem
Uma pessoa identificada como "Q Clearance Patriot" (uma referência à Q Clearance ou credencial Q, usada pelo Departamento de Energia) apareceu pela primeira vez no fórum /pol/ da 4chan, em 28 de outubro de 2017, postando mensagens em um tópico intitulado "Calm Before the Storm" que era uma referência à descrição enigmática de Trump de uma reunião de líderes militares dos Estados Unidos a que compareceu como "a calma antes da tempestade". "The Storm" é a linguagem da QAnon para um evento iminente quando milhares de supostos suspeitos serão presos e executados. Q mais tarde mudou-se para o 8chan, citando preocupações de que o conselho do 4chan havia sido "infiltrado".
A alça do pôster implicava que o pôster anônimo tivesse Credencial Q (Q Clearance), uma credencial de segurança do Departamento de Energia dos Estados Unidos necessária para o acesso a informações extremamente secretas sobre armas e materiais nucleares. Esta alegação não pode ser fundamentada devido à falta de evidências confiáveis.

## Identidade de "Q"
Tem havido muita especulação sobre o motivo e a identidade do autor do post. As hipóteses variam desde ele ser um agente da inteligência militar, até ser o próprio Donald Trump, e a campanha de postagem ser um jogo de realidade alternativa da Cicada 3301. Como o 4chan é anônimo e não permite o registro de usuários, vários indivíduos podem postar usando o mesmo identificador. Para se autenticar no 8chan, os participantes usam um código de viagem, esse que muda frequentemente.
A fundação esquerdista italiana Wu Ming especulou que QAnon tenha sido inspirado na persona de Luther Blissett, usada por esquerdistas e anarquistas para organizar brincadeiras, acrobacias na mídia e trotes na década de 1990. "Blissett" também publicou o romance Q em 1999.

## Reações
Em 26 de novembro de 2017, o presidente Donald Trump retweetou um tweet da conta do Twitter @MAPAPILL, uma auto-denominada "lista oficial de realizações do presidente Donald Trump" e uma das principais defensoras da teoria da conspiração, menos de um mês após a QAnon começar a publicar.
Em 9 de janeiro de 2018, o comentarista da Fox News, Sean Hannity, compartilhou material relacionado ao QAnon em sua conta do Twitter.
Em 31 de março de 2018, a atriz norte-americana Roseanne Barr apareceu para promover a teoria da conspiração, que foi posteriormente coberta pela CNN, The Washington Post e The New York Times.
Em 24 de agosto de 2018, o presidente Donald Trump recebeu William "Lionel" Lebron, um dos principais promotores da conspiração QAnon, no Salão Oval, momento registrado por fotografia, publicada no instagram.
Em agosto de 2019, um vídeo postado on-line por "Women for Trump" no final de julho incluía "Q" s em dois sinais de campanha. O primeiro letreiro, que dizia " Tornar a América novamente grande ", tinha um "Q" colado no canto. O outro lado, "Women for Trump", tinha o "O" s em "Women" e "for" colado com "Q" s. As imagens que incluíam os sinais alterados foram claramente tiradas em um comício da campanha de Trump, que atraiu cada vez mais adeptos da teoria da conspiração QAnon, por isso não se sabe se esses sinais específicos foram selecionados para inclusão deliberadamente ou não. O vídeo já foi retirado.

## Bandeira
Em janeiro de 2020, John Mappin (também afiliado à Turning Point UK) começou a exibir uma bandeira Q no hotel Camelot Castle, perto do castelo Tintagel, na Inglaterra . O grupo de advocacia Hope not Hate disse: "Mappin é uma figura excêntrica, considerada estranha mesmo por seus colegas de direita. Esse truque infantil é uma tentativa fraca de chamar a atenção para ele e sua organização marginal do Turning Point UK, e é melhor ser ignorado."